# Université nationale d'Ouzbékistan
L'université nationale d'Ouzbékistan (en russe : Национа́льный университе́т Узбекистан́а и́мени Мирзо Улугбека ; en ouzbek : Mirzo Ulugʻbek nomidagi Oʻzbekiston Milliy Universiteti) est l'université la plus importante d'Ouzbékistan. Située à Tachkent, la capitale, elle a été fondée en 1918 sous le nom d'université populaire du Turkestan. C'est l'établissement d'enseignement supérieur le plus ancien du pays et la première université d'Asie centrale et du Kazakhstan à avoir été fondée en URSS. Elle a été inaugurée dans les anciens locaux de l'Académie militaire et de l'ancien palais du grand-duc Nicolas Constantinovitch de Russie avec 1 200 étudiants. Son recteur actuel est le professeur Gafourdjan Israïlovitch Moukhamedov. Le nombre de ses étudiants est d'environ onze mille.

## Historique
L'université prend le nom en 1920 d'université nationale du Turkestan et en juillet 1923 de première université d'État d'Asie centrale (en russe : Первый Среднеазиатский Государственный Университет). Elle est renommée en 1960 université d'État de Tachkent V.I. Lénine. Avec l'indépendance de l'Ouzbékistan, elle est devenue université nationale d'Ouzbékistan Mirzo Oulougbek.

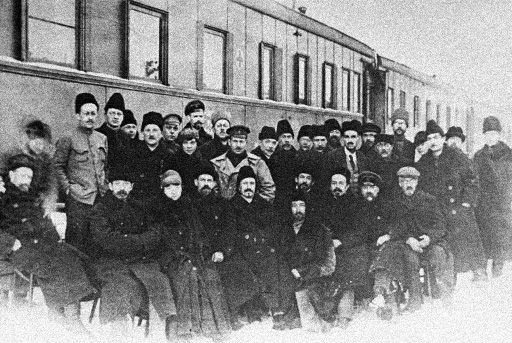
Photographie en février 1920 du train des scientifiques avec les premiers professeurs en partance pour l'université de Tachkent nouvellement fondée.

## Étudiants notables
- Vadim Masson
- Igor Lintchevski
- Eléazar Mélétinsky en 1943-1944
- Viktor Sarianidi, diplôme en 1952
- Svetlana Gerasimova

## Professeurs notables
- Nikolaï Korjenevski, chef du département de géographie physique en 1920
- Luc de Simféropol, chef de département de chirurgie opératoire en 1920